# کانوت ریس
فرانسوا رِیـِس (فرانسوی: François Reyes‎؛ زادهٔ ۹ ژوئن ۱۹۵۴) مشهور به کانوت رِیـِس (فرانسوی: Canut Reyes‎) موسیقی‌دان، ترانه‌سرا، خواننده، گیتارنواز و نقاش اهل فرانسه است. وی یکی از اعضای گروه جیپسی کینگز بود و اینک به‌طور مستقل فعالیت می‌کند.